# Grandes éxitos (álbum de Aviador Dro)
Grandes éxitos es un disco recopilatorio del grupo musical Aviador Dro, que se editó únicamente en formato casete en el año 1987 por el sello "DRO" bajo la referencia KB-501.

## Lista de canciones
| Título                  | Autor              | Duración |
| ----------------------- | ------------------ | -------- |
| Selector de frecuencias | Servando Carballar | 6:09     |
| Amor industrial         | Servando Carballar | 4:48     |
| Himno aéreo             | Servando Carballar | 6:37     |
| Baila la guerra         | Servando Carballar | 4:45     |
| Vortex                  | Servando Carballar | 4:29     |
| Programa en espiral     | Servando Carballar | 3:40     |
| Nuclear, sí             | Servando Carballar | 2:15     |